# Fryderyka (Katowice)
Fryderyka (niem. Friederike Kolonie) – kolonia robotnicza w północnej części Katowic, znajdująca się na terenie dzielnicy Wełnowiec-Józefowiec, wzdłuż alei W. Korfantego. Została założona w latach 50. XIX wieku dla pracowników huty żelaza „Hohenlohe”.

## Historia
Powstanie kolonii Fryderyka miało związek z rozwojem na terenie Wełnowca zakładów przemysłowych księcia Friedricha Augusta zu Hohenlohe-Öhringen, które znajdowały się przy drodze z Katowic do Huty Laura (późniejsza część Siemianowic Śląskich), zwłaszcza powstałej w 1803 roku huty żelaza „Hohenlohe”. Wraz ze wzrostem zapotrzebowania na siłę roboczą podjęto decyzję o budowie domów robotniczych na obszarze Józefowca lub w bezpośrednim sąsiedztwie hut. Ostatecznie kolonię wybudowano w latach 50. XIX wieku pomiędzy hałdą huty „Hohenlohe” a drogą do Huty Laura (obecnie aleja W. Korfantego). Powstało wówczas dziesięć dwukondygnacyjnych domów wielorodzinnych. Obiekty te nie miały wówczas dostępu do wodociągu i kanalizacji. W 1885 roku kolonię Fryderyka zamieszkiwało 1 361 osób. Wówczas znajdowała się ona na terenie obszaru dworskiego Bytków i przynależała do niej poczta w Wełnowcu. 
W 1924 roku kolonię włączono do gminy Wełnowiec, a w 1951 roku wraz z całą gminą do Katowic. W latach 90. XX wieku kilka domów dawnej kolonii (numery 169-179) zostało wyburzonych. Do 2025 roku przetrwały cztery budynki wielorodzinne dwukondygnacyjne oraz jeden trójkondygnacyjny, a w lutym tego samego roku rozpoczęto ich rozbiórkę z zamiarem wybudowania w tym miejscu nowych obiektów mieszkalnych.

## Opis
Kolonia znajduje się przy alei W. Korfantego 147, 149, 151-153, 157-159, 161-163, 165-167, 181-183, 186-187 i 189 (stan na 2012 rok). Są to obiekty o wartości historycznej, wpisane do gminnej ewidencji zabytków miasta Katowice, a także są chronione przepisami miejscowego planu zagospodarowania przestrzennego, na mocy którego ustanowiono wokół nich strefę ochrony konserwatorskiej.
W rejonie spisowym nr 260010, obejmujący obszar na wschód od alei W. Korfantego i na północ od ulicy Konduktorskiej, według spisu powszechnego z 2011 roku zamieszkiwały 254 osoby, w tym 119 mężczyzn i 135 kobiet. Wierni rzymskokatoliccy zamieszkujących kolonię przynależą do parafii Najświętszej Maryi Panny Wspomożenia Wiernych w Katowicach-Wełnowcu.
Kolonię obsługują autobusy i tramwaje na zlecenie Zarządu Transportu Metropolitalnego. Z przystanku Wełnowiec Gnieźnieńska według stanu z marca 2021 roku kursują dwie linie tramwajowe i dziewięć linii autobusowych. Kod pocztowy budynków kolonii to 40-153.